# 莫哈末纳西尔慕斯达法
莫哈末纳斯慕斯达法，马来西亚政治人物，伊斯兰党籍，曾经为吉打州立法议会古邦罗丹议员。